# Roberto Cavalli
Roberto Cavalli (Florence, 15 november 1940 – aldaar, 12 april 2024) was een Italiaans modeontwerper.

## Biografie
Roberto Cavalli's grootvader, Giuseppe Rossi, was lid van de Macchiaioli-beweging. Diens werk is te zien in het Uffizi, een van de oudste en belangrijkste kunstmusea ter wereld. Cavalli's vader ontmantelde bommen en zijn moeder was naaister. Op zijn zeventiende ging hij studeren aan de kunstacademie in Florence. Tijdens zijn studie ging hij zich specialiseren in textiel.
In 1960 stopte hij na drie jaar met zijn studie. Hij begon met het ontwerpen van kleding en datzelfde jaar startte hij zijn eigen label op. Begin jaren zeventig kwam zijn label van de grond en in 1972 opende hij zijn eerste kledingwinkel in Saint-Tropez. Cavalli ontwierp in die jaren zijn eigen prints op leer, waar hij ook het patent voor aanvroeg en kreeg. Op z'n dertigste had hij zijn eigen kledinglijn, nadat zijn print eerder in Parijs debuteerde.
De door hem ontworpen originele kledinglijn wordt in vijftig verschillende landen verkocht. Daarnaast zijn er nog vele lijnen bij gekomen.

### Privéleven
Cavalli was van 1964 tot 1974 getrouwd met Silvanella Giannoni, met wie hij een dochter en een zoon kreeg. Hij trouwde in 1980 met zijn vriendin en zakenpartner Eva Düringer. Samen kregen ze één dochter en twee zonen, onder wie modeontwerper Daniele Cavalli (geboren in 1986).

### Overlijden
Op 12 april 2024 overleed Cavalli op 83-jarige leeftijd.

## Trivia
- In 1994 maakte hij, na een jarenlange stilte, een comeback op de catwalk. Zijn kledinglijn werd eind jaren negentig en begin jaren 2000 uitgebreid met een brillenlijn, een mannenkledinglijn, een spijkerbroekenlijn en een parfum.
- Cavalli ontving in 2002 de prijs Designer of the Year van Fashion Group International.
- Hij werd in 2008 vrijgesproken van de beschuldiging van belastingontduiking.